# Královská míle

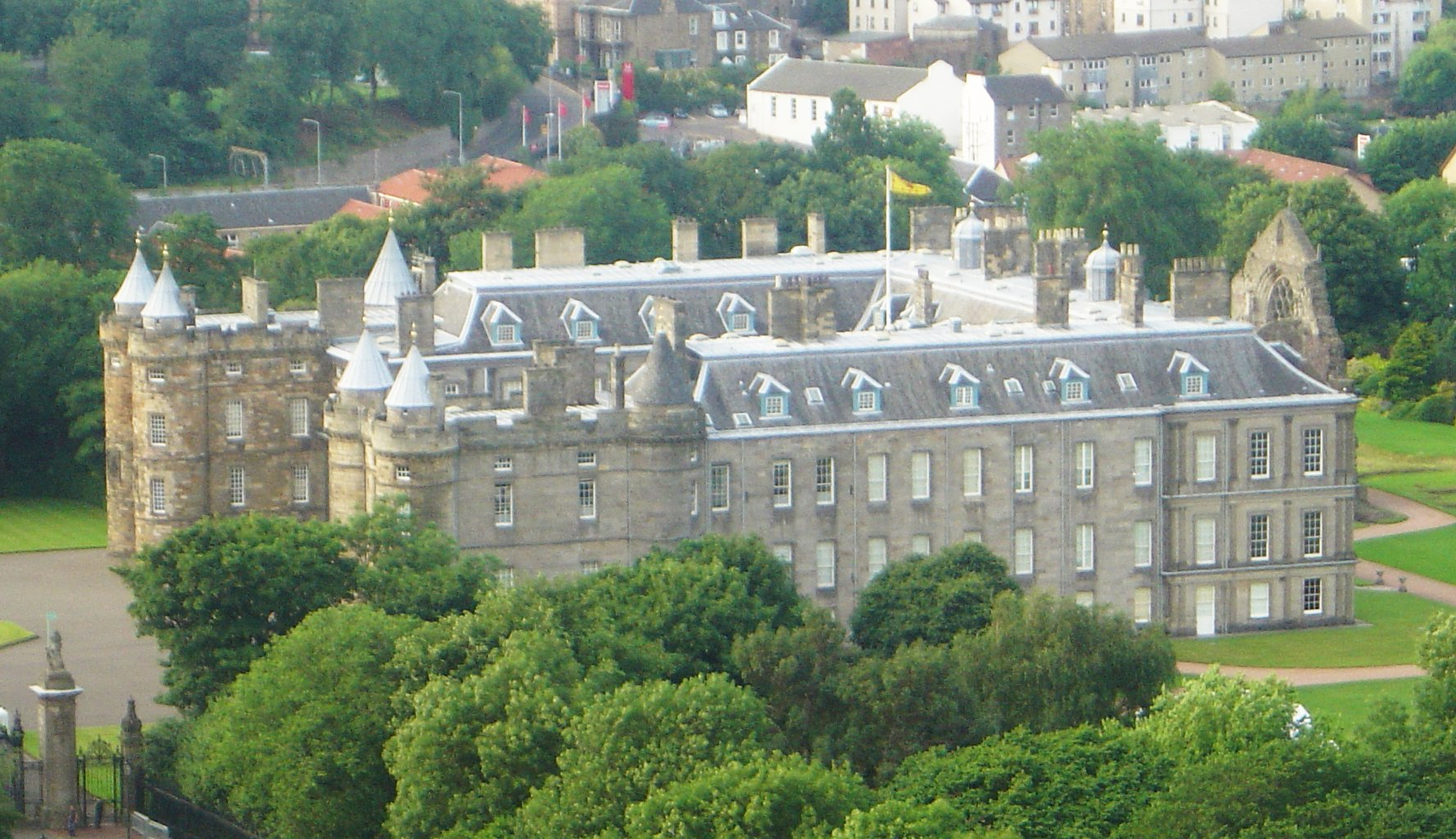
Palác Holyroodhouse, který zakončuje Královskou míli na jejím východním konci

Královská míle (ang. The Royal Mile) je název užívaný pro několik ulic v edinburském Starém městě, jež se táhnou od hradu až k holyroodskému opatství a paláci. Jde o jedno z turisticky nejnavštěvovanějších míst v Edinburghu.
Jak již název napovídá, je tato trasa dlouhá přibližně jednu skotskou míli (cca 1,8 km). Sestává z těchto ulic (ve směru od hradu k Holyroodskému opatství): Castle Esplanade, Castlehill, Lawnmarket, High Street, Canongate a Abbey Strand.

## Historie
Castlehill je obýván lidmi posledních 7000 let. V místě dnešního hradu stávalo hradiště už před 2000 lety. Název Edinburgh pochází z starověkého gaelského Dun Eidyn, což znamená „hradiště na svažujícím se hřbetu“. Královská míle sbíhá dolů po východním rameni této kdysi činné sopky. Její povrch byl vytvarován obrovským tlakem pohybujícího se ledovce před 325 miliony let. 
Royal Mile je ve skutečnosti delší než 1768 yardů (délka běžné míle). Začíná u brány edinburského hradu a končí u holyroodského paláce. Královskou míli tvoří Castlehill, Lawnmarket, High Street, Canongate a Abbey Strand, který vede k holyroodskému paláci. 
V roce 1124 skotský král David I. navštívil hradiště na skále a vesničku, která dodávala šlechticům, vojákům a mnichům žijícím v hradišti zboží. David I. se vrhl do přestavby a hradiště se roku 1128 přeměnilo v městečko Burgh of Eiden. Udělil mu obchodní práva a Lawnmarket se stal trhem pod širým nebem. Poté založil ulici High Street, která byla už tehdy označována jako Via Regis („Cesta krále“). Je možné, že odsud pochází název Královská míle. 
Byly postaveny velkolepé dřevěné budovy, které dostaly jméno po velkostatkářích. Tato tradice je na Královské míli vidět dodnes. Mezery mezi domy vyplňovaly velké zahrady, kde se chovala hospodářská zvířata. Tyto středověké zahrady byly zničeny a domy vypáleny v roce 1544 Angličany. Jindřich VIII. Tudor nařídil zničení tohoto zahradního města, protože se snažil donutit Skoty, aby dovolili svatbu jeho syna Eduarda VI. se sedmiměsíční Marií Stuartovnou. Kolem roku 1591 byly kamenné domy čím dál více přeplněné a podmínky v nich velmi nehygienické, i když v Canongate bydlela šlechta ve velkých domech s krásnými zahradami. Kolem roku 1645 to bylo daleko horší, na Královské míli žilo až 70 000 lidí. Některé stavby měly čtrnáct pater, v jednom domě mohlo žít tři sta lidí, jednu místnost sdílelo až deset osob. Teprve koncem 18. století začal být organizován úklid ulice. 
Vydavatel a primátor William Chambers se roku 1865 pustil do přestaveb a o dva roky později byla provedena rozsáhlá modernizace. Byly postaveny nové byty na Blackfriars Street a St Mary Street. Staré West Bow bylo zbouráno a vybudována Cockburn Street směrem k vlakovému nádraží. Další práce provedl v roce 1880 Patrick Geddes, urbanista a botanik, který přeměnil část Canongate a umělého kopce Mound. Navrhoval dvory a zahrady, které měly připomínat, jak Královská míle vypadala o 500 let dříve.